# Francisco José Jiménez Lara
Francisco José Jiménez Lara, más conocido como Lara (nacido el 26 de marzo de 1980) es un exfutbolista español. Lara jugó como portero en el Antequera CF.
Se formó en las categorías inferiores del Málaga CF.

## Clubes
| Club                    | País              | Año       |
| ----------------------- | ----------------- | --------- |
| Málaga B                | España            | 1998-1999 |
| Granada CF B            | España            | 1999-2000 |
| Málaga B                | España            | 2000-2002 |
| CD Calahorra            | España            | 2001-2002 |
| Málaga B                | España            | 2002-2004 |
| AD Ceuta                | España            | 2004-2005 |
| Real Jaén               | España            | 2005-2006 |
| CD Baza                 | España            | 2006-2007 |
| Antequera CF            | España            | 2007-2010 |
| Alhaurín de la Torre CF | Bandera de España | 2010-2012 |
| Antequera CF            | Bandera de España | 2012-2016 |

- Datos: Q6436602